# میرزا بشیر احمد
میرزا بشیر احمد ۲۰ آوریل ۱۸۹۳ – ۲ سپتامبر ۱۹۶۳) نویسنده و پژوهشگر دینی جامعه مسلمانان احمدیه بود. او فرزند میرزا غلام احمد می‌باشد، فردی که موسس نهضت احمدیه است و مدعی بود همان مسیح و امام مهدی است که مسلمانان منتظرش هستند.
او در سال ۱۸۹۳ از پدر و مادری به نام‌های میرزا غلام احمد و نصرت جهان بیگم در قدیان، هند بریتانیا به دنیا آمد. در سال ۱۹۱۶، مدرک کارشناسی ارشد خود را در زبان عربی دریافت کرد. در طی چند دهه، او کتاب و مقاله‌های بسیاری در مورد احمدیه و اسلام نوشت که مهم‌ترین آن سیره خاتم النبیین (زندگی و شخصیت خاتم الانبیاء) است.
او در سال ۱۹۶۳ در لاهور درگذشت و در کنار برادر بزرگترش میرزا بشیرالدین محمود احمد در قبرستان بهشتی، ربوه، پاکستان به خاک سپرده شد.